# Guadalupe Victoria, Texistepec
Guadalupe Victoria är en ort i Mexiko.   Den ligger i kommunen Texistepec och delstaten Veracruz, i den sydöstra delen av landet, 500 km öster om huvudstaden Mexico City. Guadalupe Victoria ligger 58 meter över havet och antalet invånare är 258.
Terrängen runt Guadalupe Victoria är huvudsakligen platt. Guadalupe Victoria ligger uppe på en höjd. Runt Guadalupe Victoria är det ganska glesbefolkat, med 29 invånare per kvadratkilometer. Närmaste större samhälle är Venustiano Carranza, 4,6 km öster om Guadalupe Victoria. Trakten runt Guadalupe Victoria består till största delen av jordbruksmark.